# Atletická hala Otakara Jandery
Atletická hala Otakara Jandery je stavba nacházející se v Praze, ve čtvrti Bubeneč a městském obvodu Praha 7, na západním okraji Stromovky. Uvnitř haly se nachází běžecký ovál, běžecké dráhy, sektory pro skok do dálky i výšky, skok o tyči a vrh koulí. Vyhovuje normám atletické federace IAAF, konají se zde atletické tréninky a závody. Vnitřní plocha činí 5000 m². Ovál má délku 200 m a 6 drah.
Provozovatelem je společnost OLYMP Centrum sportu Ministerstva vnitra. O výstavbu haly se zaloužil Otakar Jandera.